# Подільки
Подільки (до 2015 року — Поділки) — село в Україні, у Роменському районі Сумської області. Населення становить 769 осіб. Входить до складу Синівської сільської громади. До 2018 року орган місцевого самоврядування — Подільківська сільська рада.
Після ліквідації Липоводолинського району 19 липня 2020 року село увійшло до Роменського району.

## Географія
Село Поділки знаходиться на півдні Сумської області.
Село розташоване за 35 км від селища Липова Долина, а також за 30 км від м. Гадяч Полтавської області та за 25 км від Лебедина Сумської області. Село розташоване на березі річки Грунь у місці, де в неї впадає річка Суха Долина, вище за течією на відстані 1.5 км розташоване село Велика Лука, нижче за течією на відстані 3 км розташоване село Синівка.
Через село пролягає автомобільний шлях Т 1913.

## Історія
Село Поділки засноване в XVII ст.
В давні часи історія с. Поділки була тісно пов'язана з історією стародавнього українського міста Гадяча. Так, після створення Гадяцького козацького полку в с. Поділки завжди була його козацька сотня та її курені. За тих часів с. Поділки мало дуже численне і, можливо, чи не найбільше з близьких сіл населення, кількість якого була майже на рівні основних близьких містечок, таких як Гадяч, Зіньків, Ромни. Після ліквідації полкового устрою в 1782 році с. Поділки в складі Гадяцького повіту було територією Чернігівського намісництва, потім за новим адмінподілом від 1797 року у складі Малоросійської губернії.
Після розподілу України в 1803 році на губернії по двадцяті роки XX століття с. Поділки було центром однойменної волості Гадяцького повіту Полтавської губернії. Поділківська волость в ті часи мала в своєму складі велику кількість хуторів і була густо залюднена, як і вся Полтавська губернія, у якій на початку XX століття за даними Харківського наукового товариства було біля чотирьох мільйонів населення.
У 1829 році з Поділок кілька десятків мешканців переселилось до Бессарабської області в село Кебабча, а також дві родини в село Царичанка.
Великою трагічною віхою історії с. Поділок та його хуторів за часів радянської влади був період так званих революційних змін на початку першої третини минулого XX століття і особливо 30-х та 40-х років, коли населення того краю зазнало великих втрат від двох тяжких голодоморів та трьох воєн. В 50-х роках ще були видні місця розташування багатьох колишніх близьких і сусідніх хуторів та поселень, де залишались лиш нерозорані частини садів та велика кількість недоглянутих могил, а тепер там уже немає навіть слідів. Від тих поселень збереглись зараз тільки назви, такі як Батирі, Бобки, Бондарик та багато інших, але тепер це уже тільки назви частин полів та прилеглих територій. На жаль уже в теперішні часи мабуть така ж доля чекає і на колись дуже залюднене с. Вільшану (Веселу Долину), де зараз у мирні часи уже пустка і стоять тільки покинуті дворища та хатини, що позаростали високими деревами, чагарниками та бур'янами, і які хиляться та розвалюються від часу. Таку ціну доводиться платити уже тепер за бездоріжжя і за так звані колективізацію, індустріалізацію та урбанізацію.
Поділки розташовані за двадцять п'ять кілометрів від слобожанського м. Лебедин і за двадцять кілометрів від стародавнього українського м. Гадяч на р. Грунь. Вище по течії ця річка після розділення навпіл с. Велика Лука і проходження через широку леваду робить поворот вліво і обходить своїм колись повноводним руслом навкруги всього села Поділки, захищаючи ніби природним замковим ровом його майже з усіх боків — північного сходу, сходу, півдня та частково з південного заходу, що також добре видно на будь-якій дорожній чи географічній карті цієї місцевості.
Такі природні місця завжди приваблювали поселенців своїм захищеним розташуванням, а також зручністю для оборони. Місцевість поселення с. Поділки була в усі часи острівком безпеки для своїх жителів, захищена річкою головним чином у східному та південному напрямках з боку Дикого Поля, звідки завжди загрожували кочові племена, йшли монголо-татарські орди та уже пізніше набігали кримські татари, яким аби напасти на село, треба було шукати обхідних шляхів, бродів, а це позбавляло напади несподіваності.
З історичних джерел невідомо з яких пір і чому таку назву має це село, хоча можна було б брати до уваги рух переселенців у ці місця з правобережної України і особливо саме з історичної області України, що зветься Поділлям, під час так званих «селянських відходів», чи під час національно-визвольних воєн українського народу XVI—XVII століть. Переселенці з тих далеких країв, залишаючись після переїзду на нових місцях, могли б дати таку або подібну назву своєму новому поселенню. З іншого боку походження назви с. Поділок також можна було б пояснити природним поділом цього поселення річкою Грунь чи розташуванням села по її долині, по низу, чи, іншими словами, по її долу.
Версія про існування в цьому місці поселення ще з давніх скіфських чи ранньослов'янських часів також має право на своє існування, адже з археологічних досліджень та розкопок відомо, що в цих мальовничих місцевостях навколо м. Гадяч, яке за літописними згадками веде своє літочислення з X—XIII століть, на родючих землях і в заплавах р. Грунь ще в скіфські часи охоче селилися люди. Так, у цих місцевостях біля с. Броварки, що також знаходиться недалеко від м. Гадяч, розташований великий могильник з курганами скіфського часу (приблизно V—III століття до н. е.) і на цьому ж місці в наші часи також виявлені знахідки періоду Київської Русі (IX—X століття). Поблизу ж с. Капустинці, яке розташоване також на р. Грунь за 8 — 10 кілометрів від с. Поділки виявлено слов'янське городище сіверян (VIII—X ст. н. е.), а поблизу с. Рашівка Гадяцького району виявлені рештки ранньослов'янської культури (II—VI ст. н. е.). А недалеко звідти на землях сусіднього Роменського району поблизу старовинного містечка Глинськ виявлені рештки поселень кам'яної доби (IV—II тисячоліття до н. е.), городище й курганні могильники скіфів.
Проходили тисячоліття, століття, змінювались покоління, проносились війни, гинули та відроджувались цілі міста, поселення і краї, змінювались племена і народи, не залишаючи на цих місцях для потомків та для історії нічого, крім земельних нашарувань та могильників.
За часів Київської Русі території теперішніх і колишніх полтавських земель входили до складу Переяславської землі, яка пізніше стала князівством. Вона була заселена племенами сіверян і полян. За великого князя Володимира Святославовича (980—1015) на території того краю розпочалося будівництво низки фортець, які складали посульську оборонну лінію. У давньоруських літописах XI—XIII століть згадуються: Хорол, Говтва, Лубни, Пирятин, Лохвиця, Гадяч та інші укріплені міста. Полтава вперше згадується під назвою Лтава у 6682 році від створення світу (таке літочислення було раніше в руських землях). У перерахунку на сучасний січневій календар це означає 1173 рік. Подальший розвиток полтавських і навколишніх земель Переяславського князівства в XIII ст. був перерваний монголо-татарською навалою і можливо тоді ж монгольські завойовники зруйнували і Лтаву (Полтаву), і навколишні містечка, бо тривалий час в історичних документах відомості про них не зустрічаються.
Саме в кінці 1239 року по дорозі на захід через ці землі пройшли татаро-монгольські орди, спалюючи і винищуючи все живе на своєму шляху. Настав понад столітній період воєн і походів ординців на захід, війська котрих були тут аж до початку переможних воєн литовців над татарами. Так у 1362 році Великий князь Литовський Ольгерд з військом відвоював всю колишню Переяславщину, куди входили і навколишні території теперішньої Полтавщини та Роменщини з опорним містечком Глинські на р. Сулі. Наступній Князь Литовський Вітовт спонукав татарського хана Тохтамиша до письмової відмови від прав татар на ті землі. Пізніше після поразки ординців на Куликовому полі в 1380 році за наказом того ж хана Тохтамиша був убитий воєначальник ординців темник Мамай, який не був ханом Орди тому, що він не був Чингізидом. Син Мамая Мантур-Кият утік до Литви і отримав від князя в управління містечко Глинськ з зобов'язанням охороняти ділянки кордону з Ордою, який проходив у ті часи по р. Ворсклі. За деякими переказами син Мансур-Кията по імені Лексада був одним із основоположників українського козацтва, що тоді зароджувалось, і, можливо, він саме і був тим легендарно відомим козаком Мамаєм через своє походження від ординського хана Мамая. Це саме Лексада врятував Вітовта під час тяжкої поразки його війська від татар на Ворсклі в 1399 р. і за це йому було подаровано титул князя Глинського і віддано у володіння великі території. Після цього Лексада охрестився у Києві, прийнявши ім'я Олександр. Вважають, що саме князь Олександр Глинський, одночасно легендарно відомий серед людей, як козак Мамай, сприяв заселенню і розвитку наданої йому території, налагодженню і укріпленню навколишніх прикордонних містечок та військових поселень, а також свого вотчинного міста Глинська та Полтавських територій і володів тими землями до середини XV ст.. Нащадки роду Олександра Глинського правили на цих територіях до початку XVI ст., а його правнука Богдана, що розгромив з військом турецьку фортецю Очаків в 1493 р., також вважають одним з засновників українського козацтва.
Починаючи з 1482 року території колишньої Переяславщини, відвойовані по річку Ворсклу в минулому столітті у татаро-монгольських ординців, знову почали піддаватись страхітливим набігам орд кримського хана Манглі-Гірея. Спустошувались землі і поселення тих міст, сотні тисяч людей забирали в неволю, і внаслідок цього розвиток краю знову загальмовувався на довгі десятиліття. Сплюндровані такими набігами ці місця протягом наступного століття лишались запустілими, а тих людей, що уціліли поодиноко і проживали на українських лівобережних теренах люди з-за Дніпра називали севрюками.
В літописних списках руських міст кінця XIV ст. під назвою «А се імена всем градом Руским дальнім і бліжнім.» були Київські міста, до яких також входили і основні містечка згаданих земель: Глинеск (Глинськ), Ромен (Ромни), Бірін, Путивль та багато інших. Упродовж XIV—XVI ст. території полтавських і навколишніх переяславських земель знаходились під владою литовських, а пізніше — після Люблінської унії 1569 р. — відійшли до польських феодалів, під владу яких попало і все Лівобережжя.
Після спустошення і занепаду Київської Русі спочатку внаслідок воєн з татаро-монгольською Ордою, а потім внаслідок Польсько-Литовського панування, коли вся руська людність спочатку відійшла на північ і на захід від так званого «Дикого Поля», був період певного затишшя і зростання людності по обидва боки Дніпра. А через деякий час після початку польського одноосібного панування українські землі знову опинились між двох огнів: татарщини і польщизни. Під тиском цих двох смертельних впливів поволі стали початки воєнних захисних формувань — українського козацтва. Внаслідок зростання опору на захист українських поселень почалось зворотне переселення людності в покинуті колись родючі місця лівобережної частини України.
З тих часів починається новий період історії спустошених татарськими війнами лівобережних переяславських та полтавських земель на схід до Дикого Поля. Ті часи називають також «ерою селянських відходів» тому, що через тяжке гноблення українського етносу, насадження своєї панівної мови, католицизму, геноцид та закріпачення польськими феодалами, українські селяни, зберігаючи свою віру та мову, поодиноко чи цілими сім'ями, родами і навіть селами стали масово відходити далеко на схід на лівобережні території, де вони заселяли своє дике поле і залюднювали там села хутори та містечка, а також створювали нові поселення, захищаючи їх від татарських набігів спочатку зі зброєю в руках самостійно а потім військовими козацькими залогами.
Україною тоді називалась частина руської землі, що була по обидва боки середнього Дніпра. Вона була поділена на дві частини: 1) Правобережну на захід від Дніпра і 2) Лівобережну на східнім боці Дніпра. До Лівобережної України було прилучено місто Київ з його найближчою околицею, хоч він стояв тоді на правім боці Дніпра. До речі, саме до лівобережної частини Київської Русі і відносилась перша літописна згадка назви України в XII столітті «Оукраіна». Саме Переяславщина та Чернігівщина мали в ті часи назву Україна: згадується вперше вона в 1187 р. в літописних записах про похорони переяславського князя Володимира Глібовича, «о нем же Україна много постона» (за яким Україна дуже тужила). Після Хмельниччини та Руїни Лівобережна Україна також називалась Гетьманщиною.
Вважається, що в ті часи саме і відбулось переселення українського люду в захищений річкою Грунь населений пункт, час заснування якого під назвою с. Поділки (Подолкі) відносять на початок XVII століття, хоча, можливо, заснування його відбулось набагато раніше, або там було ще давніше поселення, вік якого міг би бути спів мірним з віком м. Гадяча, Ромен, чи Глинська.
Село Поділки мабуть чи не єдиний населений пункт на лівобережній Україні з такою назвою (слова «поділля», «подільки», «подолкі» колись означали низову частину біля річки, долину або пониззя) і, можливо, пришлі люди цього села якраз і були з українського Поділля та принесли з собою при переселенні назву свого колишнього поселення.
Щодо походження такої назви, то з Енциклопедії Смоленської області, що в Росії, відомо, що там також є населений пункт Подолкі і, що таку назву йому дали на початку XVII ст. переселенці з правобережної України — так звані ґрунтові козаки, що були на службі у польського короля по захисту земельних кордонів Польщі.
Село Поділки завжди було під впливом м. Гадяч, місцем його полкової сотні, куренів, а пізніше центром однойменної волості його повіту, чи також входило в його маєтності, або пізніше належало до рангових земель так званого Гадяцького ключа. Великі маєтності навколо м. Гадяча з часів Богдана Хмельницького були ранговими землями і належали гетьманській посаді. До речі за легендами та переказами десь тут біля Гадяча заховані великі скарби Богдана Хмельницького, якими за свідченнями тогочасних літописців і хроністів дуже хотів заволодіти московський цар та за якими завжди полювали перебуваючи в цих місцях московські війська. Ці скарби були накопичені після блискучих перемог Богдана Хмельницького під Жовтими Водами та біля Корсуня і для їх збереження було закладено декілька сховищ, одне з яких за літописним свідченням С. Величка, можливо, було розташоване на згаданих рангових землях чи в м. Гадячі.
Приймаючи до уваги історичну приналежність рангових земель м. Гадяча до гетьманської посади, а також тогочасні військові протистояння та події, що привели до появи Знаменитих Гадяцьких Трактатів, умови їх укладання та подальші дії, місцеві жителі справедливо вважають м. Гадяч колишньою столицею України.
Історія села Поділки в теперішні часи належним чином поки що не була досліджена, мабуть, тому, що воно розташоване біля колишнього кордону зі Слобожанщиною, а в радянський період декілька разів змінювалось його підпорядкування, коли центр повіту і району був спочатку в м. Гадячі, і воно відносилось до Полтавської губернії та області, потім деякий час до столичної Харківської області, а пізніше після створення Сумської області районними центрами були с. Синівка, смт. Липова Долина, потім м. Лебедин, і нарешті знову смт. Липова Долина.
У радянських виданнях «Історії міст і сіл УРСР. Сумська область.» подається час заснування с. Поділки на початку XVII ст. в одному, а в іншому — в другій половині XVII століття, що, можливо, було просто часом виявлення чи появи в публікаціях перших літописних та історичних згадок про населений пункт з такою назвою. На жаль, поки що невідомо, чи було в цьому місці раніше поселення, або також, якщо було, то яка була його назва.
Щоб згадати ті часи та події, треба відтворити тогочасне становище України і повернутись в часи XVI та XVII, а також XVIII століть, відносно яких і були складені згадані літописні згадки.
Перша знайдена літописна згадка про с. Поділки є у праці Самійла Величка, яка відноситься до подій 1656 року, коли після восьми років національних визвольних змагань та після укладення Переяславського договору московські військові загони декілька разів проходили через Україну, щоб імітувати військову допомогу Богдану Хмельницькому в битвах проти польського війська, але своєю присутністю створювали лиш розорення на українських землях. Ця літописна згадка є коротким звітом про подію, що відбулась на теренах Гадяцького полку. В кінці X-ї частини своєї праці літописець розповідає: «Того ж літа (1656 р.) донці, яких відпустив додому Хмельницький з того боку Дніпра, йдучи через Малу Росію, причинили без жодної поваги й шани сільським і міським людям численні розори, образи, грабунки й побої. Коли ж вони з'явились з цією наругою і грубощами у Гадяцькому полку, то намісник тодішній гадяцький Тиміш, вислухавши плачі й численні скарги людей Гадяцького полку, зараз-таки взяв із собою до трьохсот добрих козаків і, нагнавши тих свавільних донців у Гадяцькому ж полку біля села Подолок усіх їх розгромив і розбив ущент.».
Уже під час тодішніх козацьких чвар і братовбивчих протистоянь в Україні, а саме під час так званої її Руїни, той бій неприємно був згаданий Тимошу в Полтаві в 1658 році. Самійло Величко у II розділі частини XI пише: «Прибувши з Константинова в Гадяче, Виговський скарав на смерть кількох значних і чиновних гадяцьких осіб, на яких клав був підозру неприязні до себе. А намісника гадяцького Тимоша він послав до полтавського полковника Мартина Пушкаря, упоминаючи йому, щоб загасив свою впертість та гнів і схилився до приязні із ним, Виговським. Пушкар же відповів на те посланцеві Виговського: „Чи не так хоче Виговський погодити мене з собою, як погодив у Гадячому з братами нашими, кращими за нього, товаришами Запорозького війська, постинавши їм голови, але не діжде того!“ зараз-таки, забивши того посланця, гадяцького намісника, у кайдани і скинувши на нього деякі вини, а особливо погром біля Подолок донців, учинений завдяки йому, гадяцькому наміснику, виписав усе те в листі і відіслав його в ув'язнення до калантаєвського воєводи».
В історичних записах енциклопедичного видання «Історії міст і сіл УРСР. Полтавська область» також є згадка про народне повстання навесні 1658 року на Полтавщині проти польсько-шляхетського панування за часів гетьманування Івана Виговського, один з осередків якого був у селі Поділках, де зібралось близько двох тисяч повстанців на чолі з козаком Е. Клименком. В тих записах є також свідчення, що ті повстанці під проводом козака Е. Клименко брали участь в антифеодальному русі також і в м. Ромни за 30 верст від села Поділки.
Згадка про село Поділки також зустрічається в написаному французькою мовою щоденнику Петра Даниловича Апостола — середнього сина тогочасного українського Гетьмана Данила Апостола. Петро Апостол був дуже освіченою людиною та перекладачем і пізніше був призначений Лубенським полковником. Під час подорожі в травні 1725 року з Миргорода до Петербургу він записував у своєму щоденнику про події тих часів і місця, через які він переїжджав: « Я проїхав через село Хитці, розташоване на річці Грунь, яке належить Гадяцькому замку, потім проїхав через Ціпки, село, яке належить генеральному судді Чернишу, і за декілька верст від нього зупинився щоб заночувати.
Далі 28 числа проїхав через село Подолкі, яке належить Гречаному, і за милю від нього зупинився на галявині щоб пообідати. Потім проїхав через Вільшану, яка належить Сумському полку, і далі через Піщаний Брід, село, котре Андрій, старший син Полуботка, отримав в посаг за дружину…».
Можливо, супроводжувальний загін Петра Апостола, вийшовши з села Ціпки, прямував тоді найкоротшим шляхом до с. Поділки, що зараз відомий кожному подорожньому з м. Гадяча через с. Довжик, минаючи с. Синівку, і, можливо, саме там зупинився на ніч, бо в записах говориться про відстань в декілька верст. Судячи з записів, загін рухався не дуже швидко, бо далі наступного дня відстань в шість верст до с. Поділки і далі ще одну милю вони йшли аж до обіду. Петро Апостол їхав тоді по виклику в Петербург до свого батька Данила Апостола, котрий пізніше в 1727 році став Гетьманом України. Зрозуміло, що в ті часи дуже складно було йти кінним чи пішим ходом через поля, ліси, а також переходити через численні річкові переправи. В записах Петра не сказано, у якому саме місці вони зупинились за милю від с. Поділок «на галявині щоб пообідати». Рухаючись на північ, можна було йти горою і зупинитись біля Високого лісу, або йти низом і зупинитись біля переправи через річку Вільшанку в напрямку с. Василівка, або також можна було прямо йти з Поділок по Сумському шляху вздовж хуторів на лівому березі р. Вільшанки. Апостол пише, що потім після Поділок він проїхав через Вільшану, «яка належить Сумському полку», і найвірогідніше, то була недригайлівська Вільшана, що знаходиться десь за двадцять верст від Поділок, якщо йти прямо, хоча таку відстань можна було долати довго і на тім шляху були тоді ще інші великі населені пункти.
У своєму щоденнику Петро Апостол записав під час проходження через Поділки у 1725 році, що село тоді належало якомусь поміщику Гречаному. На жаль автор записів не подав більше відомостей ні про село, ні про його мешканців. Але деякі додаткові дані про ті часи все ж збереглись в архівних документах, що освітлюють суспільні та господарчі відносини в ті часи в с. Поділки.
То були часи, коли після смерті українського гетьмана Скоропадського вибори нового гетьмана царським урядом не були дозволені. Управління Лівобережної України тимчасово було покладено на наказного гетьмана П. Полуботка та генеральну старшину. Та все-таки всі справи вони могли вирішувати тільки за згодою президента Малоросійської колегії Вельямінова. В 1724—1727 рр. управління Лівобережної України формально виконувалось так званими «правителями Генеральної військової канцелярії». То були маловпливові представники старшини — колишній полтавський сотник І. Левенець, Глухівський сотник И. Мануйлович та військовий товариш Ф. Потребич-Гречаний. Якраз в ті часи с. Поділки, можливо, і належало саме цьому Ф. Гречаному, що був з роду Степана Прокоповича Потребич — Гречаного генерального писаря в 1663—1665 рр.
При полково-сотенному устрої в селах Гетьманщини як правило вибирались сільські уряди самоврядування громад і представниками влади там були місцевий війт, староста, а також козацький отаман, сотник та інші. В працях українських істориків є записи про те, як місцеві землевласники чинили спротив сільським урядам: « Інколи поміщики навіть не допускали до того, аби керівництво сільських урядів відсилало листи до вищих урядовців, та розправлялися з такими „свавільниками“, як це робив власник с. Подолки Ф. Гречаний. Коли отаман все ж зумів подати до генеральної канцелярії скаргу: „…ми громада села Подолків… зі сльозами крівнимі ускаржуємося на П. Ф. Гречаного в наших великих кривдах“, то поміщик розправився із сільським урядом. Лише двом його представникам (Падалці та Вовкодаву) пощастило втекти до Глухова і знову подали скаргу про „остре мученє і тиранську бійку“ з боку Ф. Гречаного.». В тій же праці також розповідається, що «державці, орендатори і посесори (власники), звівши селян до пригніченого стану, часто втручалися у процедуру виборів органів самоврядування громади, а сільських старост перетворювали не на представників поспільства, а фактично, на власних урядників, яких зобов'язували виконувати поліцейські функції: виганяти підданих на роботу, розподіляти повинності, слідкувати за порядком в селі та видавати сюзерену неблагонадійних. Все це значно віддаляло представників сільського самоврядування від решти поспільства та розпалювало конфлікти між ними. Тому селяни досить часто виявляли непокору війтам та старостам, як це, приміром, було у згаданому с. Подолки. Там селянин Корній відкрито заявляє війту: „…досить вам…панщини робити“, а А. Красій ще й іронічно додавав: „…тогди будем пана слухать, як довбня зацвететь“. Інший же господар цього села І. Римаренко на вимогу останнього виконати важку возову повинність так характеризував останнього: „…як пан собака такіе тепер і войти настали.“. Така характеристика стосувалася насамперед урядів війта у приватних селах.». Лазаревський О. Українські посполиті (1648—1783), Розвідки про селянство., Л., 1902, — Ч. 2 — С. 166, С. 168.
Відносно судочинства на території Гетьманщини в ЦДІА України, ф. 51, оп. 3, спр. 598, арк. 26 — 30 зв. є свідчення про події, що відбувались в ті часи в с. Поділки. Там розповідається, що «Досить повне уявлення про скоєння злочину, хід розшуку, а потім слідства і покарання дає випадок, який стався у с. Подолки полкової сотні Гадяцького полку восени 1725 р. „Підданий“ Корній Кириченко в маєтку старшини покрав бджоли. Місцеві жителі самостійно провели розшук і викрили крадія. В ході допиту Кириченко „поволав“ (тут: зізнався), що здійснив він те з посполитим — „слободским человеком“ Гнатом Квашею. „Для встановлення істини“ наказний сотник Федір Сулима наказав побити одного та другого, а потім „посадити до указу“. Мешканці ж села, „тои кому шкода, безведома“, не вдовольнившись цим, ще раз побили злочинців. Причому найбільше досталось Кваші, „іже не признался“. На третій день він помер. Власник села (в 1725 р. то був Ф. Гречаний) звернувся з проханням до Генеральної військової канцелярії, щоб та видала „указ“ полковій старшині Гадяцького полку провести „правдивий розиск“ і, так би мовити, узаконити самосуд. Спеціально зібрана для того комісія здійснила відповідне слідство і встановила, зокрема, як досить професійно вівся розшук украдених бджіл. У слідстві й винесенні вироку взяв участь і війт села. Причому під час допиту Квашу попереджали — коли той скаже правду, то його відпустять: „будеш ти прост и все твое при тебе будет“. Неправда коштувала йому життя.».
Зважаючи на прізвище власника села можна прийти до висновку, що згадані події відбувались приблизно в ті ж часи, коли Петро Апостол їхав через с. Поділки.
Потім наставали інші періоди розвитку суспільних відносин на територіях Гетьманщини. Селяни все більше підпадали під нещадну експлуатацію, а через деякий час були уже зовсім закріпачені після входження Гетьманської України на правах Малоросії в московську імперію, яка стала називатись Росією з 1723 року. Перейменування те з Московії на Росію відбулося за порадою німецького кайзера московському царю Петру I щоб потім можна було заявити про правонаступництво його імперії від Київської Русі.
Після більш як двостолітнього періоду входження України в Російську імперію уже в так званому більшовицькому союзі в першій половині XX ст. настали часи ще масовішого винищення українського народу, воєн і голодоморів. Кількість встановлених жертв в Подільках — 95 людей.
Після перемоги більшовиків та впровадження ними так званої «пролетарської» культури та войовничого атеїзму, як і повсюди в Україні, у с. Поділки Різдво-Богородицька церква Полтавської Єпархії була зруйнована, а з її цегли було побудовано приміщення клубу.
Настав і потім минув майже дев'яностолітній період безбожництва та богозабуття, впродовж якого якраз, можливо, саме тому село Поділки та його мешканці зазнавали тяжких втрат.
Та часи все ж змінюються і уже навесні в цьому році в с. Поділки була відкрита капличка Діви Марії, що вказує на початок нової епохи відродження християнської віри та вселяє надію на краще майбутнє.
І знову люди прямують до церкви, протоптують стежки, йдучи по дорозі, що веде до храму…
Село постраждало внаслідок голодоморів 1932–1933 та 1946–1947 років.
За останні сорок років кількість населення с. Поділки істотно зменшилась. Зменшення те після періоду повоєнного зростання розпочалося в середині шістдесятих років і було наслідком введення паспортизації в селах та колгоспах. Воно відбувалось за рахунок від'їзду молодого покоління до малих і великих міст на навчання, на пошуки роботи, а також за рахунок переселення цілих сімей в пошуках кращої долі до інших територій. Переселення було зумовлене відсталістю і тяжкістю колгоспного життя, бідністю, безвихіддям, бездоріжжям та безробіттям. В результаті уже в теперішні часи через тридцять п'ять — сорок років після опублікування згаданих вище видань населення с. Поділок зменшилось до мінімальної кількості, а підпорядковані йому колись густозаселені села та хутори стали так званими безперспективними населеними пунктами і зовсім опустіли. Мабуть, також тому всю історію України, за словами українського письменника В. Винниченка, «не можна читати без брому», як і історію її міст і сіл, а також, можливо, й історію майже кожної сім'ї та людини.

## Соціальна сфера
- Школа I—III ст.
- Фельдшерсько-акушерський пункт.
- Підпорядковані селу Поділки населені пункти, що були утворені при адміністративно-територіальному перерозподілі чи об'єднанні відомих колись чисельних хуторів, які були окремими поселеннями сімейних господарств переважно одного роду та вціліли після братовбивчих воєн і насильницьких голодоморів першої чверті XX ст., це:

1. с. Потопиха, до складу якого ввійшли х. Бурика, х. Киселеве, х. Кавелив, х. Потапихи та інших, що були позначені в тому місці на адміністративно-дорожніх картах Гадяцького повіту ще на початку XX ст. Село Потопиха розташована за два кілометри від Поділок з правого боку лебединського шляху і за переказами отримало свою назву від однойменної річки;
2. с. Коломійцева Долина, назва якого, можливо, йде від відомої колись в Гадяцькому повіті однойменної річки, знаходиться в долині за два кілометри на північний захід від с. Поділки і на місці його розташування колись були х. Шлехти, х. Ковалеви, х, Бурика, х. Коломійцеві та інші;
3. с. Велика Лука розташоване по обидва береги р. Грунь вище по течії за чотири кілометри від с. Поділки в долині та біля Високого лісу, що біля так званої Високої гори, по якій проходить асфальтований шлях з с. Поділки до с. Капустинці. На адміністративно дорожній карті Гадяцького повіту початку ХХ ст. на цій території були позначені х. Квачі, х. Івашини, х. Кулинича, х. Шпоріков, х. Подольскіє, х. Волохов та інші;
4. с. Вільшана (пізніше після короткочасного перебування сільської ради в Лебединському районі — с. Весела Долина) знаходиться за чотири кілометри від с. Поділки в долині з обох боків невеликої але колись повноводної річки Вільшанки вздовж і між Василівським та Сумським ґрунтовими шляхами, де колись були: великий хутір Деменка, х. Удовиченка, х. Кулинича, х. Богатиренка, х. Дядюни, х. Валахи та інші;
5. х. Валюхи входить до складу с. Велика Лука і розташований між правим берегом р. Вільшанки біля місця впадіння її в р. Грунь та південним берегом так званого Валюхівського озера, яке також зветься озеро Валюхове. На початку минулого століття згідно з позначеннями адміністративно дорожньої карти Гадяцького повіту в тому місці був х. Волохов.

Ближчі до с. Поділки великі населені пункти це: с. Синівка, що розташоване нижче по р. Грунь і було засноване в кінці 60-х років XVII століття полковим суддею Валецьким, а пізніше належало його синам, тому і збереглась така його назва. Вище по р. Грунь за 8 — 10 км розташоване село Капустинці, а ще далі за 15 км на північ від села Поділки — велике слобожанське село Василівка, яке було засноване в кінці XVII ст. Гадяцьким полковником Михайлом Васильєвим.

## Відомі люди
- На хуторі Горових Поділківської волости народилися брати Горовий Петро Іванович (1880?-1939) та Горовий Опанас Іванович (1894-1935) - українські громадські діячі  на Далекому Сході (Зеленому Клині та Китаю).